# Draconarius colubrinus
Draconarius colubrinus là một loài nhện trong họ Amaurobiidae.
Loài này thuộc chi Draconarius. Draconarius colubrinus được miêu tả năm 2002 bởi Zhang, Zhu & Da-xiang Song.